# Palpimanus
Palpimanus är ett släkte av spindlar. Palpimanus ingår i familjen Palpimanidae.

## Dottertaxa tillPalpimanus, i alfabetisk ordning[1]
- Palpimanus aegyptiacus
- Palpimanus argentinus
- Palpimanus armatus
- Palpimanus aureus
- Palpimanus canariensis
- Palpimanus capensis
- Palpimanus crudeni
- Palpimanus cyprius
- Palpimanus gibbulus
- Palpimanus giltayi
- Palpimanus globulifer
- Palpimanus hesperius
- Palpimanus leppanae
- Palpimanus lualabanus
- Palpimanus maroccanus
- Palpimanus meruensis
- Palpimanus namaquensis
- Palpimanus nubilus
- Palpimanus orientalis
- Palpimanus paroculus
- Palpimanus potteri
- Palpimanus processiger
- Palpimanus pseudarmatus
- Palpimanus punctatus
- Palpimanus sanguineus
- Palpimanus schmitzi
- Palpimanus simoni
- Palpimanus sogdianus
- Palpimanus stridulator
- Palpimanus subarmatus
- Palpimanus transvaalicus
- Palpimanus tuberculatus
- Palpimanus uncatus
- Palpimanus wagneri
- Palpimanus vultuosus